# روسییون
روسییون (به فرانسوی: Rossillon) یک کمون در فرانسه است که در Canton of Virieu-le-Grand واقع شده‌است.

## خصوصیات
روسییون ۸٫۰۷ کیلومترمربع مساحت و ۱۴۵ نفر جمعیت دارد و ۳۳۰ متر بالاتر از سطح دریا واقع شده‌است.